# Élections législatives vincentaises de 1966
Les élections législatives vincentaises de 1966 se sont déroulées le 22 aout 1966 à Saint-Vincent-et-les-Grenadines. Bien que le parti travailliste de Saint Vincent (PTSV) soit arrivé premier en nombre de voix au niveau national, le mode de scrutin par circonscription permet au Parti politique populaire (PPP) au pouvoir de conserver la majorité. Ebenezer Joshua (PPP) est reconduit au poste de premier ministre. Il est cependant révoqué le 7 avril de l'année suivante par le Gouverneur Hywel George qui assume l'intérim avant de nouvelles élections le mois suivant.

## Conseil législatif
En 1966, le conseil législatif de Saint-Vincent-et-les-Grenadines est composé de quatorze membres dont neuf au suffrage universel direct.
Siègent ainsi au conseil le gouverneur de la colonie, dit « Administrateur », qui représente la Couronne, deux membres siégeant d'office : le procureur de la Couronne et le trésorier, ainsi que deux membres nommés par le gouverneur. Enfin, neuf membres sont élus au scrutin uninominal majoritaire à un tour par la population.

## Résultats
|                           |                                            |        |       |      |        |               |  |  |  |
| Parti                     | Parti                                      | Voix   | %     | +/-  | Sièges | +/-           |  |  |  |
|                           | Parti politique populaire (PPP)            | 13 427 | 49,03 | 0,29 | 5      | 1             |  |  |  |
|                           | Parti travailliste de Saint Vincent (PTSV) | 13 930 | 50,87 | 2,99 | 4      | 1             |  |  |  |
|                           | Indépendants (Ind)                         | 28     | 0,10  | 2,70 | 0      | en stagnation |  |  |  |
|                           |                                            |        |       |      |        |               |  |  |  |
| Votes valides             | Votes valides                              | 27 385 | 98,02 |      |        |               |  |  |  |
| Votes blancs et invalides | Votes blancs et invalides                  | 552    | 1,98  |      |        |               |  |  |  |
| Total                     | Total                                      | 27 937 | 100   | –    | 9      | en stagnation |  |  |  |
| Abstentions               | Abstentions                                | 5 107  | 15,46 |      |        |               |  |  |  |
| Inscrits / participation  | Inscrits / participation                   | 33 044 | 84,54 |      |        |               |  |  |  |

| Majorité absolue |     |
| ↓                |     |
| 4                | 5   |
| PTSV             | PPP |

## Résultats par circonscription[1]
- PTSV : Parti travailliste de Saint Vincent (Saint Vincent Labour Party), nombre de candidats présentés : 9, chef : Milton Cato
- PPP : Parti politique populaire (People's Political Party), nombre de candidats présentés : 9, chef : Ebenezer Joshua
- IND : Indépendants, nombre de candidats présentés : 1

Nombre total de candidat : 19
| Circonscription  | Parti  | Parti  | Parti | Suffrages valides |
| Circonscription  | PTSV   | PPP    | IND   | Suffrages valides |
| ---------------- | ------ | ------ | ----- | ----------------- |
| North Leeward    | 1 500  | 1 504  | -     | 3 004             |
| South Leeward    | 1 996  | 1 179  | -     | 3 175             |
| Kingstown        | 2 040  | 2 089  | -     | 4 129             |
| West St. George  | 1 297  | 1 926  | -     | 3 223             |
| East St. George  | 1 955  | 1 202  | -     | 3 157             |
| South Windward   | 2 281  | 830    | -     | 3 111             |
| Central Windward | 927    | 1 960  | -     | 2 887             |
| North Windward   | 768    | 1 890  | -     | 2 658             |
| Grenadines       | 1 166  | 847    | 28    | 2 041             |
| Total            | 13 930 | 13 427 | 28    | 27 385            |

## Représentants élus
| Circonscription  | Représentant sortant         | Parti | Parti | Représentant élu             | Parti | Parti |
| ---------------- | ---------------------------- | ----- | ----- | ---------------------------- | ----- | ----- |
| North Leeward    | Samuel Eric Slater           |       | PPP   | Samuel Eric Slater           |       | PPP   |
| South Leeward    | Herman Fraser Young          |       | PTSV  | Joseph Lambert Eustace       |       | PTSV  |
| Kingstown        | Alphaeus Clarence Grey Allen |       | PPP   | Emmanuel Fatima Adams        |       | PPP   |
| West St. George  | Henry Afflick Haynes         |       | PPP   | Roderick Fitzgerald Marksman |       | PPP   |
| East St. George  | Milton Cato                  |       | PTSV  | Milton Cato                  |       | PTSV  |
| South Windward   | Levi Calvert Latham          |       | PTSV  | Levi Calvert Latham          |       | PTSV  |
| Central Windward | Ebenezer Joshua              |       | PPP   | Ebenezer Joshua              |       | PPP   |
| North Windward   | Ivy Inez Joshua              |       | PPP   | Ivy Inez Joshua              |       | PPP   |
| Grenadines       | Clive Leonard Tannis         |       | PPP   | James Fitz-Allen Mitchell    |       | PTSV  |